# تادانو فان
تادانو فان (به انگلیسی: Tadano Faun) شرکت آلمانی سازنده ماشین آلات مکانیزه خدمات شهری و ماشین آلات آتش نشانی است. فان در سال ۱۸۴۵ میلادی تأسیس شد. فان بیش از ۴۰۰۰ نفر پرسنل داشته و تمامی ۵ کارخانه اصلی در آلمان می‌باشد.
(FAUN) در سر تاسر جهان ۴۸ نمایندگی و عامل فروش دارد و ۲۶ نوع محصول جمع آوری و حمل زباله داشته و دارای ۷ نوع دستگاه تمام مکانیزه جاروب شهری می‌باشد. از سال ۱۹۹۱ میلادی تا کنون با فروش بیش از ۶۶٪ از سهم جهان همواره پر فروش‌ترین در ۵ قاره بوده‌است.
فان تولید کننده گریدر، جرثقیل، دامپ تراک، ابزار آلات، شاسی ماشین آلات سبک و ویلچرهای تمام اتوماتیک معلولان نیز می‌باشد.
فان تا سال ۱۳۵۸ شمسی در ایران فعال بود و آن زمان بیش از ۶۴۸ دستگاه ماشین حمل زباله به ایران داد.اولین شهر که به ماشین آلات فان تجهیز شد ۳۶ سال پیش تهران بوده و پس از آن، اصفهان، اراک، مشهد، تبریز، بندر عباس، بوشهر، شیراز، کرمانشاه و... بوده‌است. لیکن با وجود جنگ ایران و عراق منافع کمپانی فان به خطر افتاد و این کمپانی دیگر حاضر به همکاری با کشور ایران نشد ولی پس از گذشت ۲۸ سال مجدداً در ایران فعال شد.